# Episodi di ABC Afterschool Specials (ottava stagione)
L'ottava stagione della serie televisiva ABC Afterschool Specials è stata trasmessa in anteprima negli Stati Uniti d'America dalla ABC dal 26 settembre 1979 al 19 marzo 1980.
In Italia la serie è inedita.
| nº | Titolo originale                                            | Titolo italiano | Prima TV USA      | Prima TV Italia |
| -- | ----------------------------------------------------------- | --------------- | ----------------- | --------------- |
| 1  | Which Mother Is Mine?                                       |                 | 26 settembre 1979 |                 |
| 2  | A Movie Star's Daughter                                     |                 | 10 ottobre 1979   |                 |
| 3  | A Special Gift                                              |                 | 24 ottobre 1979   |                 |
| 4  | The Late Great Me! Story of a Teenage Alcoholic             |                 | 14 novembre 1979  |                 |
| 5  | The Heartbreak Winner: One Girl's Struggle For Olympic Gold |                 | 13 febbraio 1980  |                 |
| 6  | Where Do Teenagers Come From?                               |                 | 5 marzo 1980      |                 |
| 7  | What Are Friends For?                                       |                 | 19 marzo 1980     |                 |